# John Boyne
John Boyne (født 30. april 1971 i Dublin) er en irsk forfatter. Han har skrevet elleve romaner for voksne og seks romaner for børn og unge. Han er formentlig mest kendt for den prisbelønnede roman Drengen i den stribede pyjamas, der lå på New York Times' bestsellerliste i flere måneder og som allerede betegnes som en "klassisk børnebog".
John Boyne har studeret engelsk litteratur på Trinity College i Dublin og 'creative writing' ved University of East Anglia i Norwich, hvor han modtog Curtis Brown-prisen.

### For voksne læsere
- The Thief of Time (2000)
- The Congress of Rough Riders (2001)
- Crippen (2004)
- Next of Kin (2006)
- Mutiny On The Bounty (2008)
- The House of Special Purpose (2010)
- The Absolutist (2011)
- This House Is Haunted (2013)
- A History of Loneliness (2014)
- The Heart's Invisible Furies (2017)
- A Ladder To The Sky (2018)

### For yngre læsere
- Drengen i den stribede pyjamas (original titel: The Boy in the striped Pyjamas) (2006)
- Drengen, der løb væk (original titel: Noah Barleywater Runs Away) (2010)
- The Terrible Thing That Happened To Barnaby Brocket (2012)
- Bliv hvor du er og så af sted (original titel: Stay Where You Are And Then Leave) (2013)
- Drengen på toppen af bjerget (original titel: The Boy at the Top of the Mountain) (2015)
- My Brother's Name is Jessica (2019)